# Alberto Gabriel Vigo
Alberto Gabriel Vigo (fl. 1982), militar argentino que cumplió funciones durante la última dictadura.

## Carrera
Vigo fue jefe del Comando de Operaciones Navales entre 1980 y 1981. Después fue titular del Estado Mayor General de la Armada, sin dejar ser comandante de Operaciones Navales. El 22 de diciembre del mismo año, el comandante en jefe Jorge Isaac Anaya le entregó la primera orden para a la ocupación de las islas Malvinas para el año siguiente —Operación Rosario. Basándose en esta orden, Vigo encargó a Juan José Lombardo la confección de un plan operativo. En 1982 dejó de el Estado Mayor.

### Enjuiciamiento
En 2008 la Corte Suprema de Justicia detuvo preventivamente a Vigo poniéndolo en arresto domiciliario por posible comisión de delitos de lesa humanidad. Posteriormente fue procesado por 28 casos de tortura, 38 de privación ilegal de la libertad y dos de torturas seguidas de muerte. En septiembre de 2010 fue excarcelado.